# Эребус
Э́ребус — вулкан в Антарктиде, самый южный действующий вулкан на Земле, второй по высоте вулкан континента (после Сидли). Высота — 3794 м. Расположен на острове Росса, где имеется ещё несколько потухших вулканов, включая вулкан Террор.
Постоянная активность вулкана наблюдается с 1972 года. Институт горной добычи и технологии штата Нью-Мексико, США организовал здесь станцию наблюдения за вулканом. В кратере вулкана имеется уникальное лавовое озеро.

## История
Вулкан Эребус открыт 27 января 1841 года английской экспедицией под руководством полярного исследователя сэра Джеймса Кларка Росса на кораблях «Эребус» и «Террор». 

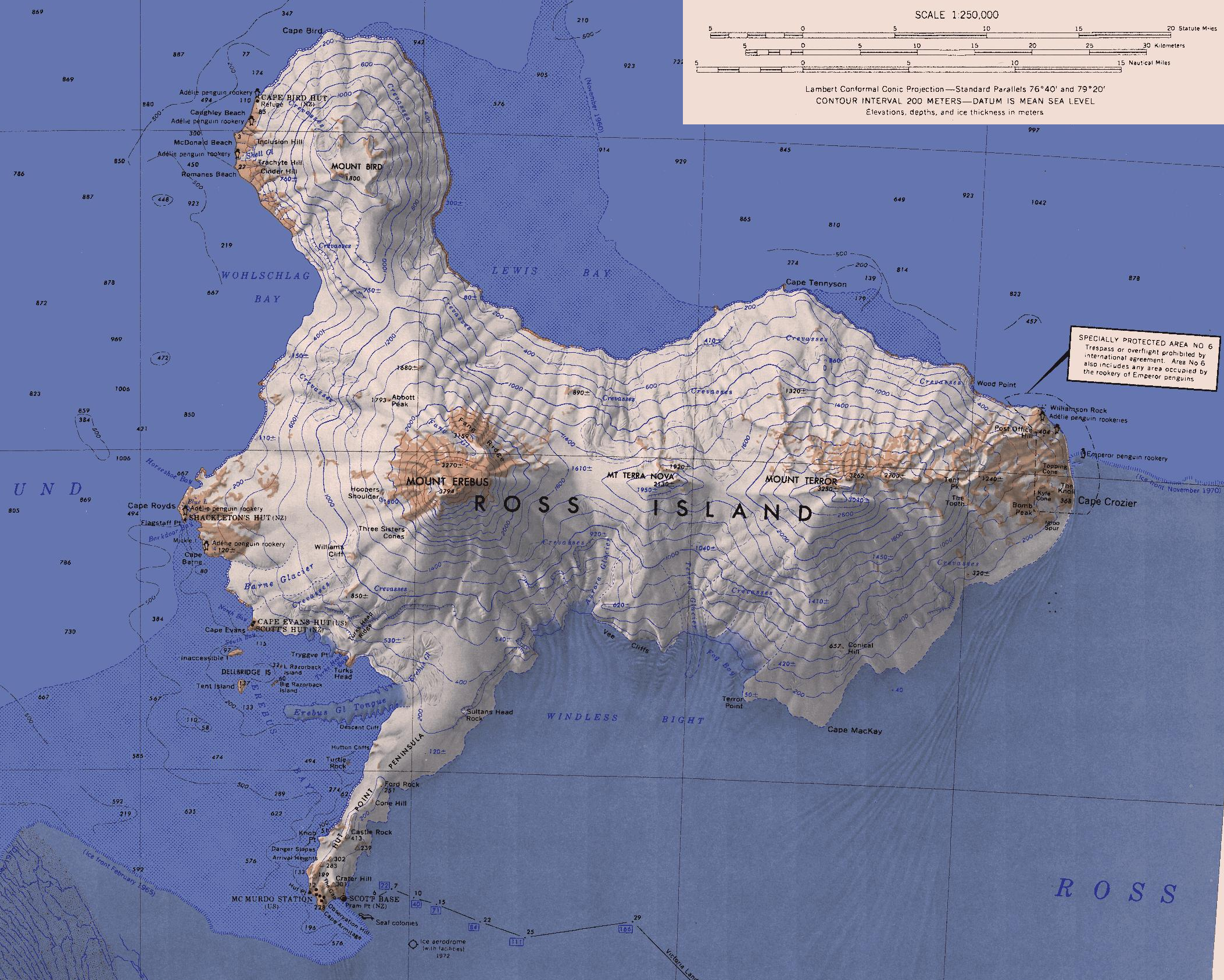
Карта острова Росса

Впервые поднялись на его вершину и достигли края действующего вулкана шесть членов экспедиции Эрнеста Шеклтона 10 марта 1908 года (экспедиция пыталась покорить Южный полюс).
Корабль и вулкан были названы в честь Эреба, древнего греческого бога, родившегося из Хаоса.
Эребус находится на пересечении разломов земной коры и является одним из активнейших вулканов планеты. Из этих разломов периодически происходят мощные выбросы глубинных газов, в том числе водорода и метана, которые, достигая стратосферы, разрушают озон. Минимальная толщина озонового слоя наблюдается над морем Росса, где и расположен Эребус.
28 ноября 1979 года в склон вулкана врезался пассажирский самолёт DC-10 новозеландской авиакомпании Air New Zealand. В результате катастрофы рейса NZ 901 погибло 257 человек (из них 200 — новозеландцы).